# یویا توریکای
یویا توریکای (ژاپنی: 鳥養 祐矢؛ زادهٔ ۱۱ مهٔ ۱۹۸۸) یک بازیکن فوتبال اهل ژاپن است.
از باشگاه‌هایی که در آن بازی کرده‌است می‌توان به باشگاه فوتبال ریوکیو و باشگاه فوتبال رینوفا یاماگوچی اشاره کرد.